# Live at the Apollo (1963)
Pour les articles homonymes, voir Live at the Apollo.
Albums de James Brown
Pure Dynamite! Live at the Royal
(1964)
Live at the Apollo est un album live de James Brown, sorti en 1963.

## L'album
Il passe 66 semaines dans le Billboard 200, atteignant même la 2e place. 
Il est extrêmement bien noté par les critiques, Blender, Mojo, Rolling Stone et Rob Bowman sur Allmusic lui attribuent 5 étoiles. 
Il a reçu en 1998 le Grammy Hall of Fame Award.
En 2004, la Bibliothèque du Congrès l'a ajouté au registre national des enregistrements. 
Le magazine Rolling Stone le classe à la 24e place des 500 plus grands albums de tous les temps en 2003 et en 25e place en 2012.   
Il fait aussi partie des 1001 albums qu'il faut avoir écoutés dans sa vie et d'un nombre considérable d'autres listes. 

### Titres
Tous les titres sont de James Brown, sauf mentions. 
1. Introduction to James Brown and The Famous Flames (par Fats Gonder) (1:49)
2. I'll Go Crazy (2:05)
3. Try Me (2:27)
4. Think (Lowman Pauling) (1:58)
5. I Don't Mind (2:28)
6. Lost Someone (James Brown, Bobby Byrd, Lloyd Stallworth) (10:43)
7. Medley: Please, Please, Please/You've Got the Power/I Found Someone/Why Do You Do Me/I Want You So Bad/I Love You, Yes I Do/Strange Things Happen/Bewildered/Please, Please, Please (James Brown, Bobby Byrd, Sylvester Keels, Sol Marcus, Lloyd Stallworth, Johnny Terry, Guy Wood) (6:27)
8. Night Train (Jimmy Forrest, Lewis Simpkins, Oscar Washington) (3:26)

### Musiciens
- James Brown : chant
- Bobby Byrd : voix baryton et basse, claviers sur Lost Someone, orgue
- Bobby Bennett : première voix ténor
- Lloyd Stallworth : seconde voix ténor
- Les Buie : guitare
- William Burgess : saxophone alto
- Al Clark : saxophone baryton et ténor
- St. Clair Pinckney : saxophone ténor
- Clayton Fillyau, George Sims : batterie
- Lucas Fats Gonder : orgue
- Roscoe Patrick, Teddy Washington : trompette
- Hubert Perry : basse
- Dicky Wells : trombone